# Volksabstimmungen in der Schweiz 1891
Dieser Artikel bietet eine Übersicht der Volksabstimmungen in der Schweiz im Jahr 1891.
In der Schweiz fanden auf Bundesebene fünf Volksabstimmungen statt, im Rahmen von vier Urnengängen am 15. März, 7. Juli, 18. Oktober und 6. Dezember. Dabei handelte es sich um drei fakultative Referenden und zwei obligatorische Referenden.

## Abstimmung am 15. März 1891

### Ergebnis
| Nr. | Vorlage                                                                                        | Art | Stimm- berechtigte | Abgegebene Stimmen | Beteiligung | Gültige Stimmen | Ja      | Nein    | Ja-Anteil | Nein-Anteil | Stände | Ergebnis |
| --- | ---------------------------------------------------------------------------------------------- | --- | ------------------ | ------------------ | ----------- | --------------- | ------- | ------- | --------- | ----------- | ------ | -------- |
| 35  | Bundesgesetz betreffend die arbeitsunfähig gewordenen eidgenössischen Beamten und Angestellten | FR  | 657'779            | 451'328            | 68,61 %     | 445'828         | 091'851 | 353'977 | 20,60 %   | 79,40 %     | –      | nein     |

### Arbeitsunfähigkeit von Beamten und Angestellten
Im Gegensatz zu Militärdienstleistenden und Lehrern des Polytechnikums hatten Bundesangestellte und -beamte im Alter und bei Invalidität keinen Anspruch auf finanzielle Unterstützung. 1889 unterbreitete der Bundesrat einen Gesetzesentwurf, bei dem Personen mit mindestens 15 Dienstjahren bei ihrer Entlassung oder Nichtwiederwahl aufgrund von Altersschwäche oder im Dienst entstandener Gebrechen Anspruch auf ein Rücktrittsgehalt hatten. Obwohl beide Kammern des Parlaments das Gesetz ohne Gegenstimme befürworteten, ergriffen katholisch-konservative Gruppierungen das Referendum. Dennoch war die Unterstützung für die Vorlage schwach, da die meisten massgebenden Organisationen Stimmfreigabe beschlossen. Die konservative Zeitung Vaterland bekämpfte die Rücktrittsgehälter offen und warf dem Parlament Verschwendung vor: Staatsbeamten könnten im Gegensatz insbesondere zu Bauern auf ein gutes und sicheres Einkommen zählen und müssten nicht weiter privilegiert werden. Die Stimmberechtigten verwarfen die Vorlage überaus deutlich, wobei der Anteil der Ja-Stimmen in einigen katholisch-konservativen Kantonen unter 10 Prozent lag.

## Abstimmung am 7. Juli 1891

### Ergebnis
| Nr. | Vorlage                                                  | Art | Stimm- berechtigte | Abgegebene Stimmen | Beteiligung | Gültige Stimmen | Ja      | Nein    | Ja-Anteil | Nein-Anteil | Stände | Ergebnis |
| --- | -------------------------------------------------------- | --- | ------------------ | ------------------ | ----------- | --------------- | ------- | ------- | --------- | ----------- | ------ | -------- |
| 36  | Bundesbeschluss betreffend Revision der Bundesverfassung | OR  | 641'692            | 320'356            | 49,91 %     | 303'628         | 183'029 | 120'599 | 60,28 %   | 39,72 %     | 18:4   | ja       |

### Ausweitung der Volksinitiative
Zwar sah die Bundesverfassung die Möglichkeit einer Volksinitiative vor, doch konnte damit nur eine Totalrevision verlangt werden. Nicht vorgesehen war hingegen die Volksinitiative für Teilrevisionen der Verfassung, also die Änderung einzelner Artikel oder Abschnitte. Am 6. Juni 1884 überwies das Parlament eine Motion der katholisch-konservativen Nationalräte Josef Zemp, Johann Joseph Keel und Martino Pedrazzini, die vom Bundesrat die Schaffung der Teilrevisionsinitiative verlangte. Sechs Jahre später legte der Bundesrat einen Entwurf vor, der aber nur allgemeine Anregungen zugelassen hätte. Während der Nationalrat dieser stark abgeschwächten Variante zustimmte, beharrte der Ständerat darauf, auch Volksinitiativen in Form ausgearbeiteter Entwürfe zu ermöglichen, sofern 50'000 Schweizer Bürger dies verlangten. Der Nationalrat änderte seine Meinung und folgte dem Ständerat, setzte aber eine Verschärfung durch: Den Stimmbürgern war es nicht gestattet, gleichzeitig zur Initiative und zu einem allfälligen Gegenentwurf Ja zu sagen. Im Abstimmungskampf hielten sich die mächtigen, aber in dieser Frage gespaltenen Freisinnigen auffallend zurück, während alle anderen Parteien die Verfassungsänderung ausdrücklich unterstützten. Eine deutliche Mehrheit der Abstimmenden befürwortete die Änderung, ablehnende Mehrheiten gab es nur in den freisinnig dominierten Kantonen Aargau, Appenzell Ausserrhoden, Basel-Landschaft, Thurgau und Waadt.

## Abstimmungen am 18. Oktober 1891

### Ergebnisse
| Nr. | Vorlage                                                              | Art | Stimm- berechtigte | Abgegebene Stimmen | Beteiligung | Gültige Stimmen | Ja      | Nein    | Ja-Anteil | Nein-Anteil | Stände | Ergebnis |
| --- | -------------------------------------------------------------------- | --- | ------------------ | ------------------ | ----------- | --------------- | ------- | ------- | --------- | ----------- | ------ | -------- |
| 37  | Bundesbeschluss betreffend Revision von Art. 39 der Bundesverfassung | OR  | 654'372            | 405'483            | 61,90 %     | 390'193         | 231'578 | 158'615 | 59,35 %   | 40,65 %     | 14:8   | ja       |
| 38  | Bundesgesetz betreffend den schweizerischen Zolltarif                | FR  | 654'372            | 402'812            | 61,90 %     | 378'938         | 220'004 | 158'934 | 58,06 %   | 41,94 %     | –      | ja       |

### Einführung des Banknotenmonopols
Obwohl seit 1881 ein Gesetz zur Regelung der Ausgabe von Banknoten bestand, gelang es dem Bund nicht, die Probleme des Notengeldumlaufs in den Griff zu kriegen. Dafür verantwortlich waren der Mangel an verfügbarem Bargeld und das Nebeneinander von über zwei Dutzend emittierenden Zeddelbanken. Über die Jahre gab der Schweizerische Handels- und Industrieverein seinen Widerstand gegen eine Monopolisierung allmählich auf. 1890 schlug der Bundesrat eine Zentralbank vor. Die umstrittene Frage, ob es sich dabei um eine staatliche oder private Institution handeln soll, liess er bewusst offen. In einer auf Begehren von 40 Mitgliedern des Nationalrates einberufenen ausserordentlichen Session einigten sich beide Parlamentskammern auf den neuen Artikel 39 der Bundesverfassung. Er gewährte dem Bund das ausschliessliche Recht zur Ausgabe von Banknoten und gleichartiger Geldzeichen, wobei mindestens zwei Drittel der Gewinne an die Kantone auszuschütten seien. Freisinnige, Katholisch-Konservative und Sozialdemokraten unterstützten den neuen Notenbankartikel und betonten die Krisenunsicherheit des bestehenden Systems. Widerstand gab es seitens des konservativen Eidgenössischen Vereins und in der föderalistisch gesinnten Romandie. In der Abstimmung wurde das erforderliche Volks- und Ständemehr mühelos erreicht, obwohl die fünf französischsprachigen Kantone zum Teil sehr deutlich ablehnten.

### Schweizer Zolltarif
Angesichts des zunehmenden handelspolitischen Protektionismus der Nachbarstaaten, die ihre Zölle erhöhten, stieg auch in der Schweiz der Druck, den Zolltarif zu revidieren. Protektionistische Kreise konnten ihre Forderungen 1887 in der Gesetzesnovelle besser durchsetzen, doch schon Ende 1888 beauftragte das Parlament den Bundesrat mit einer neuerlichen Überprüfung des Tarifs. 1890 verabschiedete der Bundesrat einen entsprechenden Gesetzesentwurf. Der neue Zolltarif veränderte rund 200 Positionen, wobei es sich meist um erhöhte Einfuhrzölle handelte. Die Fronten im Zollkonflikt verliefen quer durch die politischen Parteien und Wirtschaftsverbände – je nachdem, wer den Interessen der Export- oder der Binnenwirtschaft näher stand. Das Referendum ergriff die «Liga gegen die Verteuerung der Lebensmittel», der neben den Exporteuren auch die Sozialdemokraten angehörten. Letztere befürchteten eine Verteuerung der Konsumentenpreise. Ihnen gegenüber stand das «Oltner Komitee» der Befürworter; sie betonten die Notwendigkeit der Schutzzölle und vertraten den Standpunkt, die Interessen der Konsumenten blieben gewahrt. Für Aufregung sorgte ein von 111 Mitgliedern des Parlaments unterzeichnetes Schreiben, das die Gegner bezichtigte, die schweizerische Position in den laufenden Vertragsverhandlungen mit Österreich-Ungarn zu unterlaufen und gleichzeitig die Verhandlungsfähigkeit des zuständigen Bundesrates Numa Droz anzweifelte. Der neue Zolltarif wurde mit einer relativ klaren Mehrheit angenommen, auch wenn die Zustimmung in der lateinischen Schweiz sehr gering war.

## Abstimmung am 6. Dezember 1891

### Ergebnis
| Nr. | Vorlage                                                               | Art | Stimm- berechtigte | Abgegebene Stimmen | Beteiligung | Gültige Stimmen | Ja      | Nein    | Ja-Anteil | Nein-Anteil | Stände | Ergebnis |
| --- | --------------------------------------------------------------------- | --- | ------------------ | ------------------ | ----------- | --------------- | ------- | ------- | --------- | ----------- | ------ | -------- |
| 39  | Bundesbeschluss betreffend den Ankauf der schweizerischen Centralbahn | FR  | 653'792            | 420'135            | 64,26 %     | 420'135         | 130'729 | 289'406 | 31,12 %   | 68,88 %     | –      | nein     |

### Ankauf der Centralbahn
In den ersten Jahrzehnten war das Schweizer Eisenbahnnetz von privaten Unternehmen errichtet worden. Angesichts der enormen volkswirtschaftlichen Bedeutung des Schienenverkehrs versuchte der Bund, die grossen ausländisch dominierten (und gleichzeitig krisengeschüttelten) Bahngesellschaften in seinen Besitz zu bringen. 1890 beteiligte sich der Bund am Aktienkapital der neu entstandenen Jura-Simplon-Bahn, nun sollte dasselbe bei der Schweizerischen Centralbahn geschehen. Der Nationalrat wollte zunächst nur die Hälfte der Aktien erwerben und den Bundesrat zu weiteren Käufen ermächtigen. Mit Stichentscheid des Präsidenten beschloss der Ständerat hingegen den Erwerb des gesamten Aktienkapitals, worauf der Nationalrat einlenkte. Konservative, Sozialdemokraten und Föderalisten ergriffen gegen diesen Beschluss das Referendum. Neben allgemeiner Zentralisierungskritik stand vor allem der in ihren Augen zu hohe Kaufpreis im Vordergrund; andererseits gab es in der Romandie Befürchtungen, die Übernahme könnte den Bau des Simplontunnels gefährden. Die Befürworter brachten die strategische Bedeutung der Centralbahn und die allgemeinen Vorteile von Staatsbahnen ins Spiel. Bei einer überdurchschnittlich hohen Beteiligung lehnten die Stimmberechtigten die Vorlage deutlich ab, Ja-Mehrheiten gab es nur in von der Centralbahn erschlossenen Kantonen. Als Folge der Abstimmungsniederlage trat Bundesrat Emil Welti zurück. Seine Nachfolge trat mit Josef Zemp der erste Katholisch-Konservative an. Ihm gelang es sechs Jahre später, die Bahnverstaatlichung durchzusetzen.